# Pacific Nations Cup 2008
La Pacific Nations Cup de 2008 fue la 3.ª edición del torneo de selecciones de rugby que organiza la ex International Rugby Board, hoy World Rugby.

## Equipos participantes
- Australia A
- Māori All Blacks
- Selección de rugby de Fiyi (Flying Fijians)
- Selección de rugby de Japón (Brave Blossoms)
- Selección de rugby de Samoa (Manu Samoa)
- Selección de rugby de Tonga (ʻIkale Tahi)

## Posiciones
| Pos. | Equipo           | Encuentros | Encuentros | Encuentros | Encuentros | Tantos  | Tantos    | Tantos     | Puntos Bonus | Puntos Totales |
| Pos. | Equipo           | jugados    | ganados    | empatados  | perdidos   | a favor | en contra | diferencia | Puntos Bonus | Puntos Totales |
| ---- | ---------------- | ---------- | ---------- | ---------- | ---------- | ------- | --------- | ---------- | ------------ | -------------- |
| 1    | Māori All Blacks | 5          | 5          | 0          | 0          | 134     | 62        | 72         | 1            | 21             |
| 2    | Australia A      | 5          | 4          | 0          | 1          | 220     | 77        | 143        | 4            | 20             |
| 3    | Samoa            | 5          | 2          | 0          | 3          | 95      | 117       | - 22       | 2            | 10             |
| 4    | Fiyi             | 5          | 2          | 0          | 3          | 94      | 117       | - 23       | 2            | 10             |
| 4    | Japón            | 5          | 1          | 0          | 4          | 121     | 181       | - 60       | 3            | 7              |
| 4    | Tonga            | 5          | 1          | 0          | 4          | 71      | 181       | - 110      | 2            | 6              |

Nota: Se otorgan 4 puntos al equipo que gane un partido y 2 al que empate
Puntos Bonus: 1 punto por convertir 4 tries o más en un partido y 1 al equipo que pierda por no más de 7 tantos de diferencia
|  | Campeón |

## Resultados

### Primera fecha
| 7 de junio | Fiyi | 34 - 17 | Samoa |  |  |

| 7 de junio | Māori All Blacks | 20 - 9 | Tonga |  |  |

| 8 de junio | Japón | 21 - 42 | Australia A |  |  |

### Segunda fecha
| 14 de junio | Fiyi | 7 - 11 | Māori All Blacks |  |  |

| 14 de junio | Samoa | 15 - 20 | Australia A |  |  |

| 15 de junio | Japón | 35 - 13 | Tonga |  |  |

### Tercera fecha
| 21 de junio | Māori All Blacks | 17 - 6 | Samoa |  |  |

| 22 de junio | Australia A | 90 - 7 | Tonga |  |  |

| 22 de junio | Japón | 12 - 24 | Fiyi |  |  |

### Cuarta fecha
| 28 de junio | Tonga | 15 - 20 | Samoa |  |  |

| 28 de junio | Māori All Blacks | 65 - 22 | Japón |  |  |

| 29 de junio | Australia A | 50 - 13 | Fiyi |  |  |

### Quinta fecha
| 5 de julio | Tonga | 27 - 16 | Fiyi |  |  |

| 5 de julio | Samoa | 37 - 31 | Japón |  |  |

| 5 de julio | Australia A | 18 - 21 | Māori All Blacks |  |  |

| Bandera de Nueva Zelanda |
| Campeón Māori All Blacks |
| Primer título            |